# 西伯利亞邊疆區

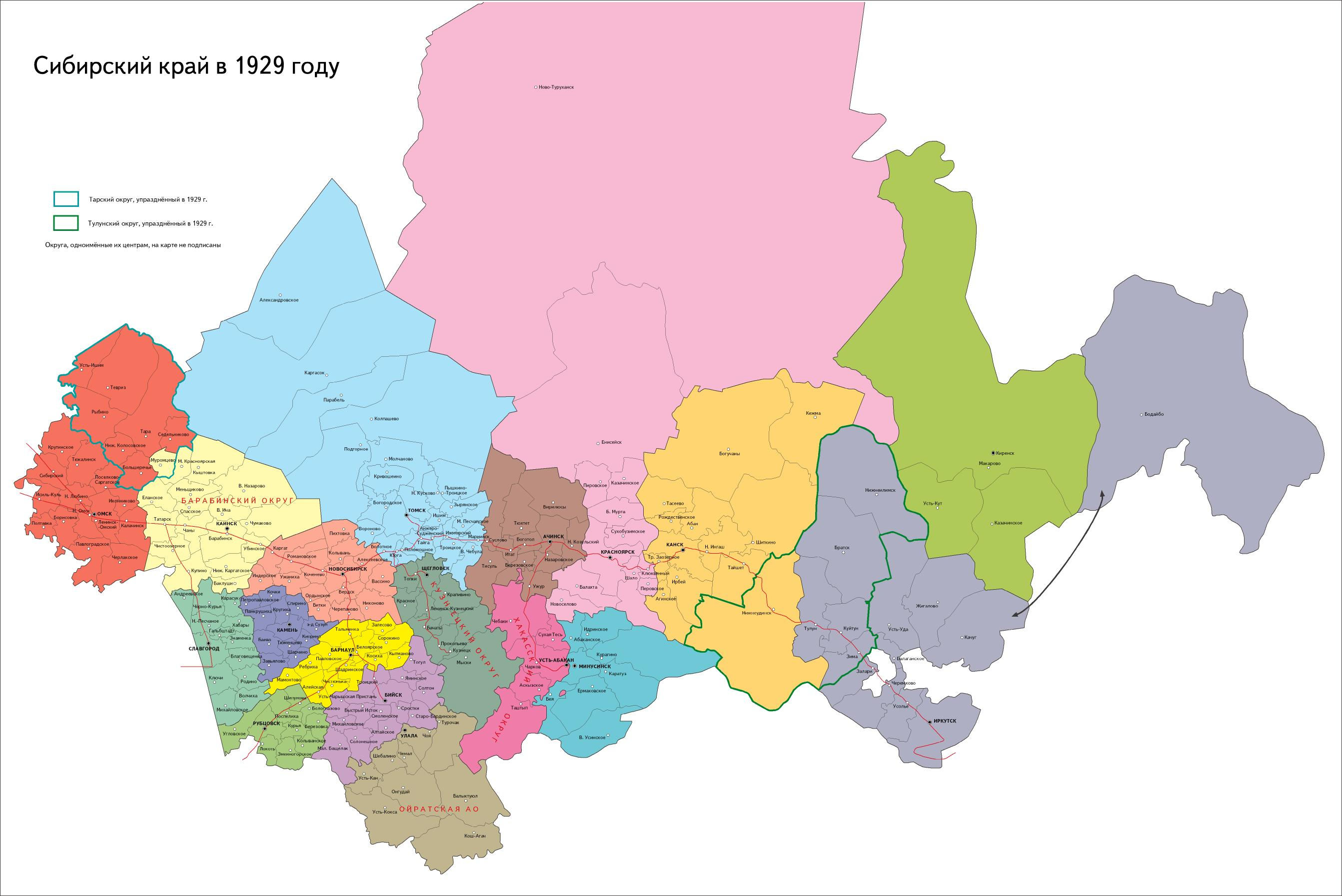
行政區劃圖（北部從略）

西伯利亞邊疆區（俄语：Сибирский край）是蘇聯俄羅斯蘇維埃聯邦社會主義共和國在1925年至1930年間的行政區，包括了今日的伊爾庫茨克州、克拉斯諾亞爾斯克邊疆區、新西伯利亞州、鄂木斯克州、托木斯克州、克麥羅沃州、阿爾泰邊疆區、哈卡斯共和國和外貝加爾邊疆區北部。面積4,220,900平方公里。首府新尼古拉耶夫斯克。

## 历史
由鄂木斯克省、新尼古拉耶夫斯克省、托木斯克省、叶尼塞斯克省、阿尔泰省以及奥伊罗特自治州合并而成，下辖19个專區及衛拉特自治州。
1930年7月30日被分為東西伯利亞邊疆區和西西伯利亞邊疆區。